# Ty the Tasmanian Tiger 2: Bush Rescue
Ty the Tasmanian Tiger 2: Bush Rescue är den andra titeln i Ty the Tasmanian Tiger-serien, släppt för PlayStation 2, Xbox, GameCube, Microsoft Windows och Game Boy Advance. Den utvecklades av Krome Studios och publicerades av Electronic Arts, släpptes i Nordamerika den 12 oktober 2004 och senare släpptes i PAL-regioner den 5 november 2004. Spelet följdes av Ty the Tasmanian Tiger 3: Night of the Quinkan 2005 .
En port för Microsoft Windows släpptes digitalt via Steam den 13 december 2017.